# Constantí (usurpador)
Constantí (llatí: Flavius Claudius Constantinus; mort poc abans del 18 de setembre del 411), de vegades esmentat com a Constantí III, fou un soldat ras de l'exèrcit romà que fou proclamat emperador a Britànnia el 407 i es feu fort a la Gàl·lia. Fou reconegut com a coemperador de l'Imperi Romà des del 409 fins al 411.
Feu servir l'exèrcit de camp de Britànnia com a trampolí al poder i fou aclamat emperador a principis del 407. Sense més dilació, salpà cap a la Gàl·lia amb totes les tropes mòbils de Britànnia i l'home que les menava, Geronci, amb la intenció de plantar cara als invasors germànics que havien passat el Rin l'hivern anterior. Constantí reeixí a controlar la situació gràcies a la seva perícia militar i diplomàtica i assumí el domini sobre Gàl·lia i Hispània des de la seva capital a Arle. L'emperador regnant de l'Imperi Romà d'Occident, Honori, envià Sarus al capdavant d'un exèrcit per foragitar Constantí i les seves forces, però Sarus no fou capaç de rematar la feina després de començar amb bon peu. Els familiars d'Honori a Hispània es rebel·laren i es tragueren de sobre l'administració de Constantí, però un exèrcit comandat per Geronci reprimí l'alçament i restablí l'autoritat de Constantí a la península Ibèrica. A principis del 409, Honori reconegué Constantí com a coemperador. Per la seva banda, Constantí nomenà el seu fill gran, Constant, coemperador.
El 409, Geronci es revoltà, proclamà emperador el seu client Màxim i feu causa comuna amb els bàrbars de la Gàl·lia.

## Biografia
Constantí era probablement el governador de Britànnia a començaments del segle v. L'any 406 algunes tribus germàniques, com els vàndals, el burgundis, els alans i els sueus, van aprofitar que el Rin s'havia glaçat i el van travessar prop de Magúncia, van eliminar les defenses romanes i van envair territori imperial. Mentrestant la província de Britànnia s'havia revoltat i el general Constantí es va proclamar emperador l'any 407. Ràpidament va creuar el canal prenent totes les tropes mòbils de Britànnia i va desembarcar a Boulogne deixant sembla l'illa desguarnida, i la província de fet es va perdre per l'imperi. Els seus generals Justinià i el franc Nebiogastes, al front de l'avantguarda, van ser derrotats per Sarus, lloctinent d'Estilicó, i Nebiogastes va morir a Valença. Constantí va enviar un segon exèrcit dirigit per Edovic i Geronci, i Sarus es va haver de retirar a Itàlia, havent de comprar el dret de pas pels Alps als bagaudes revoltats. Constantí va assegurar la frontera del Rin i va establir guarnicions als passos entre la Gàl·lia i Itàlia. El maig del 408 es va establir a Arle que va convertir en la seva capital, i on va nomenar Apol·linar, l'avi de Sidoni Apol·linar, com a prefecte.

### Reconeixement com a coemperador
A l'estiu del 408 a Itàlia es van reunir les tropes per contraatacar, sota el comandament dels generals d'Honori, emperador a Ravenna. Però Constantí no els va esperar sinó que va dirigir els seus atacs cap a Hispània, on els cosins de l'emperador Honori asseguraven la lleialtat de les províncies per l'emperador de Ravenna, però sembla que alguns nobles volien abraçar el partit de Constantí. Mentre Estilicó i Sarus atacaven des d'Itàlia, Constantí va cridar el seu fill Constant, que era a un monestir, el va nomenar cèsar, i el va enviar a Hispània amb el general probablement d'origen germànic Geronci. Els governants d'Hispània es van decantar definitivament per Constantí quan el partit nacionalista romà, potser instigat pel govern de Constantinoble, va acusar Estilicó de preparar el lliurament de l'Imperi al rei visigot Alaric I, i va ordir un complot. Va esclatar una revolta de tropes a Ticinum (Pavia) el 13 d'agost, que va obligar a Estilicó a refugiar-se en una església a Ravenna, però va ser assassinat en el moment de sortir (després de la promesa que salvaria la vida si sortia) pel cortesà Olimp, sota ordres de l'emperador Honori (23 d'agost del 408). El general Sarus va abandonar a l'emperador Honori amb els seus homes i van deixar-lo sense cap suport militar rellevant. Així Honori va haver de reconèixer a Constantí com a coemperador, l'any 409 i cònsol.
Però l'emperador Honori comptava amb molts suports a Hispània, ja que formava part de la dinastia teodosiana, fundada per l'hispà Teodosi I el Gran. Uns cosins d'Honori, anomenats Didim i Verià, van organitzar un exèrcit amb els esclaus i colons de les seves propietats (exèrcit que van alimentar a costa del seu propi patrimoni) i van ocupar els passos pirinencs, bé per impedir l'arribada de tropes de Constantí o per prevenir un atac bàrbar.
Constantí va elevar a la dignitat d'august el seu fill Constant, nomenant cèsar un altre fill anomenat Julià. Didim i Verià van demanar ajuda a Honori, però aquest es va limitar a concedir honors teòrics. Constant va vèncer Didim i el seu germà Teodosiol (Didimus i Teodosiolus) amb facilitat, i altres dos germans, Verià i Lagodi (Verianus i Lagodius) es van escapar a Constantinoble. Les tropes dels caps hispans segurament tenien escassa capacitat combativa.
Constant, que no confiava en les milícies de les províncies d'Hispània (que pel que sembla aquestes milícies no van prendre partit en la lluita contra Didim i Verià) va encarregar la custòdia dels passos pirinencs a uns mercenaris bàrbars d'incert origen, que eren coneguts com els honoriaci, i va donar el comandament al general Geronci, qui, amb el suport de les forces regulars, es va oposar que la missió de vigilància fos encarregada als honoriaci, cosa que li va costar la destitució. Constant va confirmar l'encàrrec als honoriaci. No se sap que va ocórrer, però aquests mercenaris bàrbars, bé fora per negligència, per traïció o per incapacitat, van permetre el pas dels sueus, vàndals i alans cap a Hispània, avançat ja l'any 409 (les dates més probables són el 28 de setembre o el 13 d'octubre). Assolada Hispània, Geronci es va rebel·lar i va proclamar emperador el seu amic el general Màxim Tirà, de qui se sap que va encunyar moneda a Bàrcino.
Constant (la dona del qual va quedar a Cesaraugusta) va fugir a les Gàl·lies amb el seu pare a Arle. Mentre els alans (sota el comandament d'Atax), els asdings (governats per Gunderic), els silinges (dirigits per Fridibald) i els sueus (liderats pel rei Hermenric), van saquejar les regions per les quals passaven. Probablement l'Emperador Màxim (i a través d'ell, Geronci) va pactar amb ells reconeixent-los la condició de federats, i els va cedir totes les províncies d'Hispània llevat de la Tarraconense (410), i encara els van fer servir com aliats en contra de Constantí. Mentrestant els atacs saxons a la desguarnida Britànnia van provocar que a la veïna Armòrica els habitants es rebel·lessin i expulsessin les forces romanes.

### Incursió a Itàlia
Geronci va reunir les seves tropes i va passar a les Gàl·lies. Constantí, en una jugada desesperada, va envair Itàlia: un cap anomenat Al·lòbic, volia substituir Honori per un cap més capacitat i Constantí s'hi va aliar, però la invasió no va reeixir. Al·lòbic va morir i Constantí es va haver de retirar a la Gàl·lia (410). Allí les forces de Geronci el van derrotar a Viena del Delfinat i el seu fill Constant va ser capturat i executat. El prefecte del pretori de Constantí, Dècim Rústic, substitut d'Apol·linar, va fugir amb Joví, general gal revoltat a la regió del Rin (ajudat pels francs i alamans), que havia pres el títol d'emperador a Magúncia associant el seu fill o germà Sebastià amb el títol de cèsar. Constantí va quedar assetjat a Arle per Geronci.

### Rendició i execució
El 411 l'Emperador Honori va enviar a la Gàl·lia al Magister militium Constanci, amb un exèrcit. Geronci es trobava a Arle, on mantenia el setge de Constantí III. Atacat Geronci per Constanci, va haver de fugir a la Tarraconense. El general Constanci va continuar el setge d'Arle, ara per compte d'Honori. Constantí va enviar el general Edovic a reunir tropes entre francs i alamans, però aquestes van ser derrotades a la vora del Roine i Edovic va morir assassinat per un traïdor. Finalment Constantí es va haver de rendir (411) contra promesa de la llibertat i que assoliria estat eclesiàstic, però tot i la promesa, l'agost o setembre d'aquell mateix any Constanci el va fer decapitar junt amb el seu fill el cèsar Julià. Les tropes de Geronci a la Tarraconense es van rebel·lar i Geronci va acabar suïcidant-se amb la família, l'emperador Màxim es va refugiar segurament amb els aliats bàrbars (probablement amb els alans), i la revolta de Joví i Sebastià va ser igualment sufocada un temps després. L'exèrcit d'Hispània es va sotmetre al general Constanci i, per tant, a l'emperador Honori.